# Argentinische Vorhand
Die Argentinische Vorhand ist eine Schlagtechnik. Eine andere verwandte Schlagtechnik ist die Argentinische Rückhand.

## Schlagtechnik
Die argentinische Vorhand wird meistens im Hockey verwendet. Dabei wird der Hockeyschläger in einer meist tiefen Körperhaltung über den Boden geführt und trifft den Ball an der Kante des Schlägers. 

## Verwendung
Diese Schlagtechnik kommt allerdings nicht häufig zur Anwendung, weil sich der Deutsche Hockey-Bund im Frühjahr des Jahres 2006 dazu entschied, diese Schlagtechnik zu verbieten.